# Blåbjerg Nord Pastorat
Blåbjerg Nord Pastorat er et pastorat i Varde Provsti, Ribe Stift med de 3 sogne:
- Kvong Sogn
- Lydum Sogn
- Nørre Nebel Sogn

I pastoratet er der 3 kirker
- Kvong Kirke
- Lydum Kirke
- Nørre Nebel Kirke